# Phyllomyza formicae
Phyllomyza formicae är en tvåvingeart som beskrevs av Schmitz 1923. Phyllomyza formicae ingår i släktet Phyllomyza och familjen sprickflugor. Arten har ej påträffats i Sverige. Inga underarter finns listade i Catalogue of Life.